# 蘿蔔絲餅
蘿蔔絲餅是一種油炸小吃，在中國大陸華東、華南、台灣及香港，都有這種小吃。在台灣小吃中，在台灣東部較有知名度，餅皮是以手工桿皮製作而成，餅皮大略與餡餅餅皮相似，但是內餡是以蘿蔔絲為主。

## 概述
製作蘿蔔絲餅的材料簡單，在中國大陸南方及台灣均有此食品，外觀大同小異，而起源已不可考。現在於中國大陸江南地區及廣東地區都有食店售賣蘿蔔絲餅，在台灣的夜市都可見其踪影，蘿蔔絲餅在香港也曾經是流行的小吃，現在則作為懷舊食品仍有為數不多的食店售賣。

## 材料
麵粉、蘿蔔、胡椒、蝦米、蔥、鹽及味精。

## 製作過程
製作蘿蔔絲餅需要把蘿蔔切成幼細的蘿蔔絲，而且要把水分瀝乾。蝦米與蔥先要炒出香味，再將蘿蔔絲放入鍋子內與配料一起炒，最後再用鹽、味精及胡椒調味。之後把炒好的蘿蔔絲放入粉皮，再放入滾油內炸至金黃香脆。

## 過程中必須注意的事
蘿蔔絲要下鍋炒前必須把水瀝乾，否則在最後整體的餡料會非常多的水，導致餅皮在包的時候，來會黏不緊，或者是在煎得時候會容易使開口打開，還有不能炒太熟,否則煎起來的時候，內餡會過於乾。

## 差異性與相似性
其實蘿蔔絲餅與餡餅的是大同小異，只是所包的內餡有所不同，所用的餅皮也不同大小，但是餅皮的成分都是一樣，油煎的時間也來的餡餅快很多，因為蘿蔔絲餅的餡是已經呈現熟的狀態，整剩下餅皮，而餡餅則就是因為內部包的是豬肉，所以熟得比較慢。